# Rypefjord
Rypefjord este o localitate din comuna Hammerfest, provincia Finnmark, Norvegia, cu o suprafață de 1,28 km² și o populație de 1.893 locuitori (2013).